# Louis Lang (Politiker)
Louis Lang (* 4. Februar 1921 in Baden; † 16. September 2001 ebenda, katholisch, heimatberechtigt in Baden) war ein Schweizer Politiker (SP).

## Biografie
Louis Lang kam am 4. Februar 1921 in Baden als Sohn des Kaufmanns Louis Franz Lang und der Marie geborene Rüede zur Welt. Der Absolvent der Engelberger Stiftsschule nahm ein Studium der Rechte an den Universitäten Zürich und Basel auf, das er mit dem Doktorat abschloss.
In der Folge war Louis Lang zunächst von 1949 bis 1952 als Gerichtsschreiber in Baden und Zug, daran anschliessend bis 1953 als Stage bei einer Versicherungsgesellschaft beschäftigt. Nach dem Erwerb des Zuger Anwaltspatents im Jahr 1953 leitete Lang bis 1969 ein eigenes Anwaltsbüro zuerst in Baden, danach in Turgi.
Louis Lang, der mit Heidi Marie, geborene Schärrer, verheiratet war, verstarb am 16. September 2001 wenige Monate vor Vollendung seines 81. Lebensjahres in Baden.

## Politischer Werdegang
Louis Lang, Mitglied der Sozialdemokratischen Partei, wurde 1961 in den Aargauer Grossen Rat gewählt, dem er bis 1969 angehörte. Darüber hinaus vertrat er den Kanton zwischen 1967 und 1969 im Nationalrat. Im unmittelbaren Anschluss leitete er bis 1985 als Regierungsrat das Departement des Innern, dem später die Abteilung Energiewirtschaft angegliedert wurde. In den Jahren 1972 bis 1973, 1976 bis 1977 sowie 1981 bis 1982 amtierte er dazu noch als Präsident der Regierung des Kantons Aargau. Im Gegensatz zu seinen meisten Parteigenossen engagierte sich Louis Lang für die Atomenergie. Nach seinem Ausscheiden aus dem Regierungsrat gehörte Louis Lang während vier Jahren dem Gemeinderat (Exekutive) Turgi an.

## Werke
- Recht und Technik, insbesondere bei der rechtlichen Regelung öffentlicher Werke. 1948. (Diss. iur. Basel, 1948).